# Domenico Picchinenna
Domenico Picchinenna (ur. 26 grudnia 1912 w Melfi, zm. 24 października 2004), włoski duchowny katolicki, arcybiskup.
Przyjął święcenia kapłańskie 21 lipca 1935. Został mianowany biskupem Acerenzy w lipcu 1954, otrzymał sakrę biskupią 7 października 1954. We wrześniu 1961 został przeniesiony na biskupa diecezji Cosenza.
29 maja 1971 został promowany na arcybiskupa tytularnego Beroea i koadiutora Catanii. Po rezygnacji arcybiskupa Guido Bentivoglio 16 lipca 1974 został jego następcą. Po osiągnięciu wieku emerytalnego złożył rezygnację z dalszych rządów metropolią; rezygnacja została przyjęta 1 czerwca 1988, a kolejnym arcybiskupem Catanii został Luigi Bommarito.
Niespełna miesiąc przed śmiercią obchodził jubileusz 50-lecia sakry biskupiej.